# Cheilotrichia (Empeda) platymeson
Cheilotrichia (Empeda) platymeson is een tweevleugelige uit de familie steltmuggen (Limoniidae). De soort komt voor in het Oriëntaals gebied.